# Pollen
Pollen er blomsterstøv, der spredes under planters forplantning (bestøvning). Pollen kan give, eller fremkalde reaktion af allergi, og derfor måles pollentallet fra forskellige planter dagligt i sæsonen, for at hjælpe allergikere. Pollenmålingerne foretages i Danmark af Astma-Allergi Danmark. Pollenet er planternes hanlige kønsceller der dannes på støvdragerne. Pollenet skal transporteres over på en anden plantes støvfang for at befrugtningen kan ske, og frø dannes. Transport af pollen sker enten med vinden (vindbestøvning) eller med dyr fx bier. 
Størrelsen af pollenkorn kan variere meget, lige fra nogle få µm til over 200 µm.
Pollen har eksisteret i mindst 100 millioner år, da man har fundet pollen på insekter i rav.

## Pollenkornets generelle opbygning
Pollenvæggen består af sporopollenin, som henregnes til nogle af naturens sværest nedbrydelige stoffer. Væggen, kaldet Exine, er differentieret i tre lag; Footlayer, Endexine og Ektexine. Footlayer og endexine er i lysmikroskop uadskillige. I ektexine kan man erkende to lag; Columellae og Tectum.

## Biologi
Pollen består af mikro-gametofytter som producerer de hanlige gameter (sædceller). Hvert pollenkorn indeholder vegetative (ikke-reproduktive) celler (eller for blomsterplanterne typisk én celle) og en generativ (reproduktiv) celle med to cellekerner. Den ene cellekerne er vegetativ og den anden generativ og danner de to gameter.
Pollen produceres i et mikro-sporangium som er indeholdet i støvdragerne hos blomsterplanter og i den hanlige strobilus (hanlige kogle) hos de nøgenfrøede.